# Ptecticus sinchangensis
Ptecticus sinchangensis är en tvåvingeart som beskrevs av Ouchi 1938. Ptecticus sinchangensis ingår i släktet Ptecticus och familjen vapenflugor. Inga underarter finns listade i Catalogue of Life.